# Zaginiony batalion
Zaginiony batalion (ang. The Lost Battalion) – amerykańsko-luksemburski dramat wojenny z 2001 roku w reżyserii Russella Mulcahy'ego, oparty na faktach.

## Fabuła
Październik 1918 roku. I wojna światowa zmierza do końca. Amerykański 308. batalion pod dowództwem majora Whittleseya otrzymuje zadanie zdobycia lasu Argonne „za wszelką cenę”, by przerwać tamtejszą niemiecką linię obrony. Do walki mają wyruszać także dwa inne bataliony: amerykański i francuski, które mają po bokach ochraniać atak – te zostają jednak odparte, a kontakt z 308. batalionem zerwany. W tej sytuacji majorowi Whittleseyowi nie można przekazać rozkazu wycofania się. Przekonany o obecności pozostałych dwóch batalionów, 308. kontynuuje natarcie na Niemców – i wkrótce zostaje przez nich otoczony, o czym informuje dowództwo za pomocą posiadanych gołębi pocztowych. Batalion utrzymuje wywalczoną pozycję, z ciężkimi stratami odpiera ataki przeciwnika. W pewnym momencie zostaje zaatakowany także przez własną artylerię, która błędnie określiła położenie batalionu. Za pomocą gołębi, 308. batalion próbuje poinformować dowództwo o tym błędzie. Mimo fatalnej sytuacji, dowodzący major Whittlesey nie decyduje się na odwrót. Nadal nie  kapituluje, choć proponują mu to Niemcy. Po kilku dniach walk, położenie batalionu określa pilot samolotu rozpoznawczego – przy czym sam pilot umiera tuż po wylądowaniu, gdyż w trakcie lotu został ostrzelany. Niemcy wycofują się z zajętych terenów, a oddziały amerykańskie w końcu docierają do zaginionego batalionu. Kilka dni później, 11 listopada 1918, kończy się wojna.

## Główne role
- Ricky Schroder – major Charles White Whittlesey
- Phil McKee – kapitan George McMurtry
- Jamie Harris – sierżant Gaedeke
- Jay Rodan – porucznik Leak
- Adam James – kapitan Nelson Holderman
- Daniel Caltagirone – szeregowiec Phillip Cepeglia
- Michael Goldstrom – szeregowiec Jacob Rosen
- André Vippolis – szeregowiec Lipasti
- Rhys Miles Thomas – szeregowiec Bob Yoder
- Arthur Kremer – szeregowiec Abraham Krotoszyński
- Adam Kotz – pułkownik Johnson
- Justin Scot – szeregowiec Omer Richards
- Anthony Azizi – szeregowiec Nat Henchman
- George Calil – szeregowiec Lowell R. Hollingshead
- Wolf Kahler – generał von Sybel
- Joachim Paul Assböck – major Henrich Prinz
- Michael Brandon – generał Robert Alexander
- Paul Courtenay Hyu – szeregowiec Stanley Chinn
- Josh Cohen – szeregowiec Isidore Swersky
- Tim Matthews – porucznik Schenck
- Finbar Lynch – szeregowiec Ferguson
- Hugh Fraser – generał DeCoppet
- Ben Andrews – porucznik Harold Goettler
- Derek Kueter – major Wanvig